# Vo vlasti grecha
Vo vlasti grecha (Во власти греха) è un film muto del 1916 diretto da Jakov Aleksandrovič Protazanov.